# Faro de Sultán Shoal
El faro de Sultán Shoal está ubicado entre el próximo puerto Tuas en la isla Jurong en Singapur.

## Historia
Fue construido en 1895. El faro de Sultán Shoal tenía la intención de reemplazar el faro establecido anteriormente allí y está a unos 5,46 km de Singapur continental. La torre está pintada de blanco y el techo de la casa del guardián de estilo victoriano tiene dos pisos está pintada de blanco y detalles rojo, con una torre de mampostería redonda en el centro de la casa de altura soporte 18 metros. Tiene dos destellos blancos cada 15 segundos y con un alcance de 20 millas náuticas.
En 1984, el faro fue automatizado y actualmente no está tripulado.
En 2014, Faro de Sultán Shoal fue parte de un camino de faros de tres faros organizado por la Junta Nacional del Patrimonio como parte del Heritage Fest de Singapur. Fue primera vez que el faro se abría al público.
En 1992, las linternas de navegación fueron reemplazaron por un sistema led. Se encuentra operativo pero la isla está cerrada al público.